# Grandmesnil

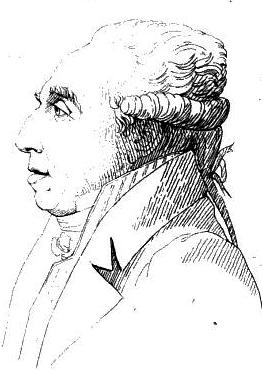
Grandmesnil

Jean-Baptiste Fauchard, känd under namnet Grandmesnil eller Grand-Ménil, född 19 mars 1737, död 24 maj 1816, var en fransk skådespelare.
Grandmesnil övergav vid mogna år den juridiska ämbetsmannabanan, vann från 1770-talet rykte som Molièreskådespelare och intog som sådan en dominerande ställning vid Théâtre français. Han glansroll var Harpagon i Den girige.